# Coy Wesbrook
Coy Wayne Wesbrook (1 de febrero de 1958- 9 de marzo de 2016) fue un asesino condenado a muerte en Texas, Estados Unidos que fue ejecutado por asesinato capital en 2016. El caso fue controvertido debido a las preguntas sobre la inteligencia de Wesbrook siendo lo suficientemente baja como para que una sentencia de muerte fuera inadecuada.

## Crimen
Wesbrook era un guardia de seguridad. El 12 de noviembre de 1997, Wesbrook mató a cinco personas (su exesposa, Gloria Jean Coons, y otras cuatro personas, Antonio Cruz, Kelly Hazlip, Diana Ruth Money, y Anthony Ray Rogers). Wesbrook fue a la casa de Coons, en Channelview (Gran Houston), para reconciliarse con ella, pero ella estaba teniendo sexo con dos hombres lo que hizo que Wesbrook enfureciera y matara a los presentes.
Antes de su ejecución el 9 de marzo de 2016 por inyección letal, Wesbrook ofreció una disculpa. La ejecución de Wesbrook fue la octava de los Estados Unidos en 2016.